# 霍達
霍達（かく たつ、1945年11月26日—）は、中華人民共和国の小説家。代表作に小説『穆斯林的葬禮』（『ムスリムの葬式』）。回族。中華人民共和国政府から中国国家一級作家に認定されている。現職は全国政協常委、中央文史研究館館員。

## 略歴
1945年11月26日、北平市（現：北京市）の商人家庭に生まれた。
1961年に中国人民解放軍芸術学院に入学した。1966年北京建築工程学院英語系（現在の北京建築大学）卒業。卒業後は四機部、北京市園林局、文物局の翻訳者となった。
1976年、処女作『不要忘記她』は文学刊物掲載された。同年、北京電視製片廠の創作組担当編劇となった。
1981年、北京電視芸術中心に転職、一級編劇に配属される。
1983年、中国作家協会に加入。中国作家協会は、中国共産党が直接指導する唯一の全国的な文学者の団体であり、これをもって名実ともに人民中国の作家として認知されたことになる。
1987年、『穆斯林的葬禮』は発表の後、第三回茅盾文学賞を受賞した。
1988年に全国政協委員に選ばれた。
1998年3月、第九回全国人大代表、全国人大教科文衛委員会委員に選出された。
1999年、霍達は招かれて中央文史研究館の館員に任命された。
2003年3月、第十回全国政協常委に当選。2008年3月、第十一回全国政協常委に当選。2013年3月、第十二回全国政協常委に当選。

## 作品

### 長編小説
- 『穆斯林的葬禮』北京十月文芸出版社、北京市、2015年9月1日。ISBN 9787530212837。
- 『仰恩之子』人民文学出版社、北京市、2015年4月1日。ISBN 9787020107384。
- 『補天裂』北京十月文芸出版社、北京市、2015年1月1日。ISBN 9787530214008。
- 『未穿的紅嫁衣』。
- 『紅塵』。
- 『追日者』。
- 『秦台夜月』。
- 『京韵第一鼓』。
- 『魂帰何處』。

### 詩集
- 『撫剣堂詩詞集』。

### 報告文学
- 『万家憂楽』。
- 『国殤』。
- 『民以食為天』。
- 『呉冠中』。

### 脚本
- 『紅塵』。
- 『海棠胡同』。
- 『秦皇父子』。
- 『鵲橋仙』。
- 『蒼天聖土』。

## 受賞
1991年、『穆斯林的葬禮』、第三回茅盾文学賞。